# Titanic Rising
Titanic Rising es el cuarto álbum de estudio de la cantautora estadounidense Weyes Blood, lanzado oficialmente el 5 de abril de 2019 por Sub Pop Records. El 17 de enero de 2019 fue lanzado el primer sencillo «Andromeda».
Dos sencillos, «Everyday» y «Movies», fueron lanzados entre febrero y marzo de 2019 junto con sus vídeos musicales, ambos dirigidos por la cantante.

## Carátula
La carátula del álbum muestra a Mering sumergida en una habitación llena de agua. La imagen fue tomada en una piscina de California por el fotógrafo Brett Stanley, quien contaba con una amplia experiencia en sesiones de este tipo. Se trata de un pequeño plató que luce como la habitación desordenada de una adolescente, donde las paredes están adornadas con diferentes pósteres. Hay una imagen del padre de Mering, una del músico Lou Reed, una calcomanía con el logo de Sub Pop y demás elecciones que reflejan los gustos personales de la cantante. Para las tomas, esta ejecutaba diversas poses durante el poco tiempo que podía mantenerse sumergida y siempre que todos los objetos conservaban su integridad bajo el agua. Sobre el significado de la portada, Mering dijo que pensó en el vital líquido como símbolo del subconsciente y la habitación como «altar para todo aquello que [los adolescentes] adoran», un «espacio seguro e imaginativo» que conserva la identidad de la persona que lo habita. Para la toma escogida, era esencial que pudiera verse la superficie y el «espejo» que se generaba, de modo que conservara el contexto subacuático.

## Producción

### Grabación
Siguiendo el lanzamiento de Front Row Seat to Earth, Natalie Mering firmó con el sello discográfico Sub Pop en 2017. En 2018, Titanic Rising fue grabado en un periodo de tres meses en Sonora Studios, Los Ángeles. Jonathan Rado fue el encargado de la producción. El álbum lleva su nombre por el transatlántico británico, RMS Titanic, y el film de 1997 basado en el hundimiento del mismo, el cual ha tenido un profundo impacto en Mering cuando era joven.

### Música y lírica

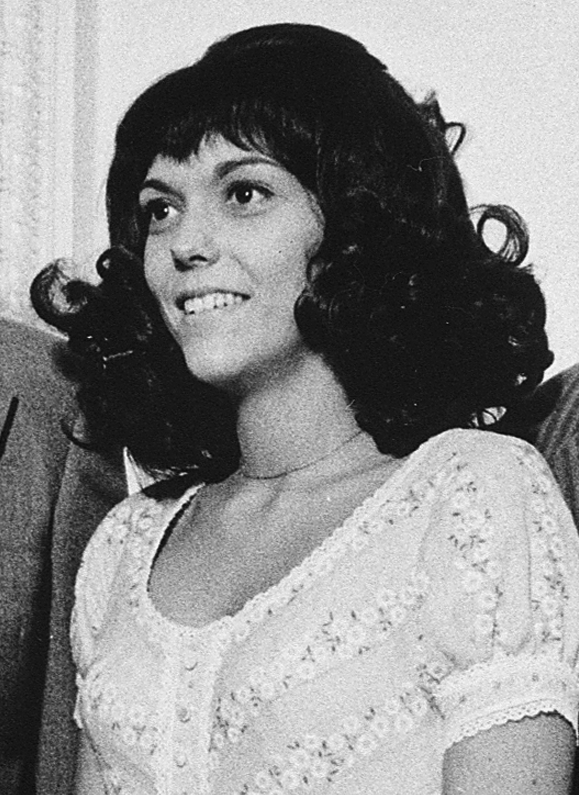
La similitud de su voz a la de la cantante Karen Carpenter del dúo The Carpenters fue notada por diversas publicaciones.

Musicalmente hablando el sonido del álbum ha sido descrito como soft rock, art pop, pop barroco y chamber pop, con gran influencia de artistas de los 70's, tales como Joni Mitchell y The Carpenters.
"A Lot's Gonna Change" la canción introductoria del proyecto, que según Mering plantea el tema principal de Titanic Rising, trata sobre el anhelo de un regreso a los tiempos más simples de la infancia, como también a aprender a lidiar con los cambios sin caer en la desesperanza. "Andromeda" inspirado por la galaxia y la figura mitológica del mismo nombre, lidia con la idea de encontrar el amor en un mundo de distracciones y decepciones pasadas, en esta suena un LinnDrum. "Everyday" tiene una melodía optimista al estilo The Beatles . La letra habla sobre lo difícil de las relaciones en línea.
Mering describe el track homónimo, un instrumental, como un interludio entre la primera mitad del álbum, que trata el amor y la esperanza, y la segunda mitad, descrita como una "subzona existencial". "Movies" construida de arpeggios sintetizados en la primera mitad antes de introducir dramáticos violines. Líricamente, la canción relata la desilusión de Mering hacia las películas en la adolescencia por cómo se sintió engañada por ellas. "Picture Me Better" es una carta para una amiga de Mering que se suicidó durante la grabación del álbum, mientras que la pista final, "Nearer to Thee," es una referencia a la presunta canción final que la banda del RMS Titanic tocó antes del hundimiento de la nave.

## Lanzamiento
El 17 de enero de 2019 fue lanzado el primer sencillo «Andromeda». Dos sencillos, «Everyday» y «Movies», fueron lanzados entre febrero y marzo de 2019 junto con sus vídeos musicales, ambos dirigidos por ella misma.
El 27 de mayo de 2020, Mering dio a conocer en YouTube el video musical para la canción «Wild Time» qué fue grabado tiempo antes de la pandemia por coronavirus y editado durante la misma, Mering dijo: "Se siente como el momento indicado [para lanzarlo]"

## Rough Trade Session
El 22 de octubre de 2019 Mering lanzó en plataformas digitales un EP de cuatro canciones, el cual incluye versiones en directo de tres canciones del álbum ("Everyday", "Something to Believe" y "Wild Time") como también un tema inédito titulado "A Lot Has Changed", el cual es un instrumental de sintetizador acompañado de un silbido y tiene una duración de 0:53 segundos. El EP fue una tirada exclusiva de Rough Trade en vinilo limitado a tan solo 1.000 copias.

## Comentarios de la crítica
Titanic Rising  recibió reseñas fuertemente positivas de los críticos. En Metacritic, cuya calificación llega hasta 100, el álbum posee una puntuación promedio de 91 basado en 26 reseñas, indicando «aclamación universal». Quinn Moreland, escribiendo para Pitchfork, describió al álbum como «un gran oda sentimental a vivir y amar en la sombra de la perdición», y «su trabajo más ambicioso y complejo hasta ahora».
AllMusic alabo la grabación, agregó que "ella subraya canciones pop enormemente orquestadas con un misterioso ambient experimental, imaginando un mundo de ensueño donde Brian Eno produjo la música de Joni Mitchell de finales de los 70s" 
Dazed Digital declaró que "emparejando una rica paleta sonora soft rock de los 70s con ondulantes corrientes subterráneas de terror, [Titanic Rising] ya se siente como uno de los mejores álbumes del año, y un conmovedor documento de cómo se siente habitar este momento particular en el tiempo."
| Publicación          | Lista                             | Puesto | Ref.   |
| -------------------- | --------------------------------- | ------ | ------ |
| AllMusic             | ALL MUSIC 2019 YEAR IN REVIEW     | N/A    | [ 34 ] |
| Consequence of Sound | Top 50 Álbumes de 2019            | 26     | [ 35 ] |
| Dazed                | El Top 20 mejores Álbumes de 2019 | 4      | [ 36 ] |
| The Guardian         | Los 50 Mejores Álbumes de 2019    | 10     | [ 37 ] |
| NME                  | Los 50 Mejores Álbumes de 2019    | 9      | [ 38 ] |
| NPR                  | Los 25 Mejores Álbumes de 2019    | 14     | [ 39 ] |
| Paste                | Los 50 Mejores Álbumes de 2019    | 1      | [ 40 ] |
| Pitchfork            | Los 50 Mejores Álbumes de 2019    | 9      | [ 41 ] |
| PopMatters           | Los 70 Mejores Álbumes de 2019    | 38     | [ 42 ] |
| Slant                | Los 25 Mejores Álbumes de 2019    | 18     | [ 43 ] |
| Stereogum            | Los 50 Mejores Álbumes de 2019    | 17     | [ 44 ] |
| Treble Zine          | Los 50 Mejores Álbumes de 2019    | 11     | [ 45 ] |
| Uproxx               | Los Mejores Álbumes de 2019       | 4      | [ 46 ] |
| Vice                 | Los 100 Mejores Álbumes de 2019   | 20     | [ 47 ] |

| Publicación | Lista                            | Puesto | Ref.   |
| ----------- | -------------------------------- | ------ | ------ |
| Pitchfork   | The 200 Best Albums of the 2010s | 143    | [ 48 ] |

## Lista de canciones
Todas las canciones escritas y compuestas por Natalie Mering. 
| N.º   | Título                 | Duración |  |
| 1.    | «A Lot's Gonna Change» | 4:21     |  |
| 2.    | «Andromeda»            | 4:40     |  |
| 3.    | «Everyday»             | 5:07     |  |
| 4.    | «Something to Believe» | 4:45     |  |
| 5.    | «Titanic Rising»       | 1:36     |  |
| 6.    | «Movies»               | 5:53     |  |
| 7.    | «Mirror Forever»       | 5:05     |  |
| 8.    | «Wild Time»            | 6:09     |  |
| 9.    | «Picture Me Better»    | 3:41     |  |
| 10.   | «Nearer to Thee»       | 1:05     |  |
| 42:22 |                        |          |  |

## Posición en las listas
| Australia         | ARIA                         | 37  |
| Bélgica (Flandes) | Ultratop 100 Albums          | 139 |
| Escocia           | Official Charts Company      | 20  |
| Estados Unidos    | Billboard Top Album Sales    | 34  |
| Estados Unidos    | Billboard Alternative Albums | 6   |
| Estados Unidos    | Billboard Top Heatseekers    | 3   |
| Francia           | SNEP                         | 113 |
| Reino Unido       | Official Charts Company      | 68  |

## Personal
Créditos correspondientes a Tidal.
Música
- Natalie Mering – voz, guitarra, piano, coproductora
- Brian D'Addario – co-composición en «Nearer to Thee»

Técnicos
- Jonathan Rado – coproductor
- Kenny Gilmore – mezcla
- Dave Cerminara – Ingeniero
- Sarah Cudzin – Ingeniero Adicional
- Tristan Rodman – Ingeniero Adicional

Portada
* Brett Stanley – fotógrafo, construcción del set
* Jenny Baumert – asistente
* Ryan Waller – asistente
* Elijah Funk – diseño